# I dannati di Hollywood
I dannati di Hollywood è un film statunitense del 1992 diretto da Marc Rocco.
Ha segnato il debutto sul grande schermo del rapper Will Smith ed inoltre vanta un cast di tutto rispetto che include nomi come  Dermot Mulroney, Sean Astin, Balthazar Getty, Lara Flynn Boyle, Ricki Lake, James LeGros, Laura San Giacomo, David Arquette, e Christian Slater. Il film è stato girato principalmente a  Los Angeles e a Venice (Los Angeles) e include diverse canzoni di Melissa Etheridge.

## Trama
Si tratta della storia di un gruppo di adolescenti fuggitivi che ricorre ai metodi più disparati per sopravvivere nelle strade più degradate di Los Angeles.